# Левані Кавярадзе
Левані Кавярадзе (груз. ლევანი ქავჟარაძე; нар. 21 липня 1996) — грузинський борець греко-римського стилю, бронзовий призер чемпіонату Європи.

## Життєпис
Боротьбою почав займатися з 2005 року. У 2013 році став бронзовим призером чемпіонату світу серед кадетів. У 2015 році здобув бронзову медаль чемпіонату Європи серед юніорів. Наступного року на цих же змаганнях піднявся сходинкою вище. У 2019 році став чемпіоном Європи серед молоді і срібним призером чемпіонату світу серед молоді.
Тренер — Олександр Болквадзе.

## Спортивні результати на міжнародних змаганнях

### Виступи на Чемпіонатах світу
| Змагання                        | Збірна | Вагова категорія                 | Місце |
| ------------------------------- | ------ | -------------------------------- | ----- |
| Чемпіонат світу з боротьби 2019 | Грузія | греко-римська боротьба, до 63 кг | 13    |

### Виступи на Чемпіонатах Європи
| Змагання                         | Збірна | Вагова категорія                 | Місце  |
| -------------------------------- | ------ | -------------------------------- | ------ |
| Чемпіонат Європи з боротьби 2018 | Грузія | греко-римська боротьба, до 63 кг | 8      |
| Чемпіонат Європи з боротьби 2019 | Грузія | греко-римська боротьба, до 63 кг | Бронза |
| Чемпіонат Європи з боротьби 2020 | Грузія | греко-римська боротьба, до 63 кг | 8      |

### Виступи на інших змаганнях
| Змагання                                     | Збірна | Вагова категорія                 | Місце  |
| -------------------------------------------- | ------ | -------------------------------- | ------ |
| Турнір Г. Картозія і В. Балавадзе 2017       | Грузія | греко-римська боротьба, до 66 кг | 8      |
| Київський Міжнародний турнір з боротьби 2018 | Грузія | греко-римська боротьба, до 67 кг | Золото |
| Турнір Г. Картозія і В. Балавадзе 2018       | Грузія | греко-римська боротьба, до 63 кг | Бронза |
| Гран-прі Німеччини з боротьби 2018           | Грузія | греко-римська боротьба, до 67 кг | Бронза |
| Меморіал Олега Караваєва 2018                | Грузія | греко-римська боротьба, до 67 кг | 10     |
| Турнір Вехбі Емре і Гаміта Каплана 2019      | Грузія | греко-римська боротьба, до 63 кг | Золото |
| Кубок Владислава Пітласинські 2019           | Грузія | греко-римська боротьба, до 67 кг | Бронза |

### Виступи на змаганнях молодших вікових груп
| Змагання                                       | Збірна | Вагова категорія                 | Місце  |
| ---------------------------------------------- | ------ | -------------------------------- | ------ |
| Чемпіонат світу з боротьби серед кадетів 2013  | Грузія | греко-римська боротьба, до 58 кг | Бронза |
| Чемпіонат Європи з боротьби серед юніорів 2015 | Грузія | греко-римська боротьба, до 60 кг | Бронза |
| Чемпіонат світу з боротьби серед юніорів 2015  | Грузія | греко-римська боротьба, до 60 кг | 7      |
| Чемпіонат Європи з боротьби серед юніорів 2016 | Грузія | греко-римська боротьба, до 60 кг | Срібло |
| Чемпіонат світу з боротьби серед юніорів 2016  | Грузія | греко-римська боротьба, до 60 кг | 9      |
| Чемпіонат Європи з боротьби серед молоді 2018  | Грузія | греко-римська боротьба, до 67 кг | 10     |
| Чемпіонат світу з боротьби серед молоді 2018   | Грузія | греко-римська боротьба, до 63 кг | 11     |
| Чемпіонат Європи з боротьби серед молоді 2019  | Грузія | греко-римська боротьба, до 63 кг | Золото |
| Чемпіонат світу з боротьби серед молоді 2019   | Грузія | греко-римська боротьба, до 63 кг | Срібло |